# Bronisław Komorowski
 Bronisław Komorowski (ajutor·info) API: /bro'ńiswaf-komo'rofskʲi/ (Bronisław Maria Komorowski) (n. 4 iunie 1952, Oborniki Śląskie, Polonia) a fost președintele Poloniei între anii 2010-2015. În calitate de președinte al Sejmului, el a preluat funcția după decesul președintelui Lech Kaczyński într-un accident aviatic petrecut în Rusia. Komorowski a fost candidatul la președinție al partidului Platforma Civică.
Komorowski a fost și Ministru al Apărării Naționale, în perioada 2000-2001 în guvernul Jerzy Buzek. Între 2005 și 2007 a fost vicepreședinte al Sejmului - camera inferioară a legislativului polonez. La 5 noiembrie 2007 a fost ales în funcția de președinte al acestei camere. 
Este vicepreședinte al Platformei Civice și a fost susținut de Lech Wałęsa când a candidat la președinție.

## Tinerețea
Bronisław Maria Komorowski s-a născut la Oborniki Śląskie și este fiul contelui Zygmunt Leon Komorowski (1924–1993) și al Jadwigăi Komorowska (născută Szalkowska) (1921–). Familia sa este originară din teritoriul Aukštaitija, din nordul Lituaniei, și timp de 200 de ani a avut fieful în regiunea Żywiecczyzna din Polonia. Bronisław Komorowski este rudă îndepărtată cu prințesa Mathilde a Belgiei, prin mama sa, contesa Anna d'Udekem d'Acoz. Între 1957 și 1959, Komorowski a trăit în Józefów lângă Otwock. Între 1959 și 1966 a urmat școala primară la Pruszków. În 1966, s-a transferat la Varșovia și a absolvit liceul nr. 24 Cyprian Kamil Norwid.
Mulți ani, în tinerețe, a ținut legătura cu Mișcarea Cercetașilor. A făcut parte din echipa de cercetași Mazoviană nr. 75 când învăța la Pruszków. În timpul studiilor, a fost instructor de cercetași în Batalionul 208 WDHiZ "Parasol" din Mokotów, acolo întâlnind-o și pe viitoarea sa soție.
În 1977 a absolvit studiile Universității din Varșovia, fiind licențiat în istorie.

## Dizident
În perioada comunistă a activat în cadrul opoziției democratice ca editor underground, și a cooperat ci Antoni Macierewicz la revista lunară Głos. În 1980, împreună cu alți activiști ai Mișcării pentru Apărarea Drepturilor Omului și a Drepturilor Civice, a fost condamnat la o lună închisoare pentru că a organizat o demonstrație la 11 noiembrie 1979. În 1980 și 1981 a lucrat la Centrul pentru Cercetări Sociale al Solidarității. La 27 septembrie 1981 a semnat declarația de înființare a Cluburilor în Slujba Independenței. A fost închis în timp ce Polonia era sub legea marțială. Între 1981 și 1989 a predat la Seminarul Inferior din Niepokalanów.

## A treia republică

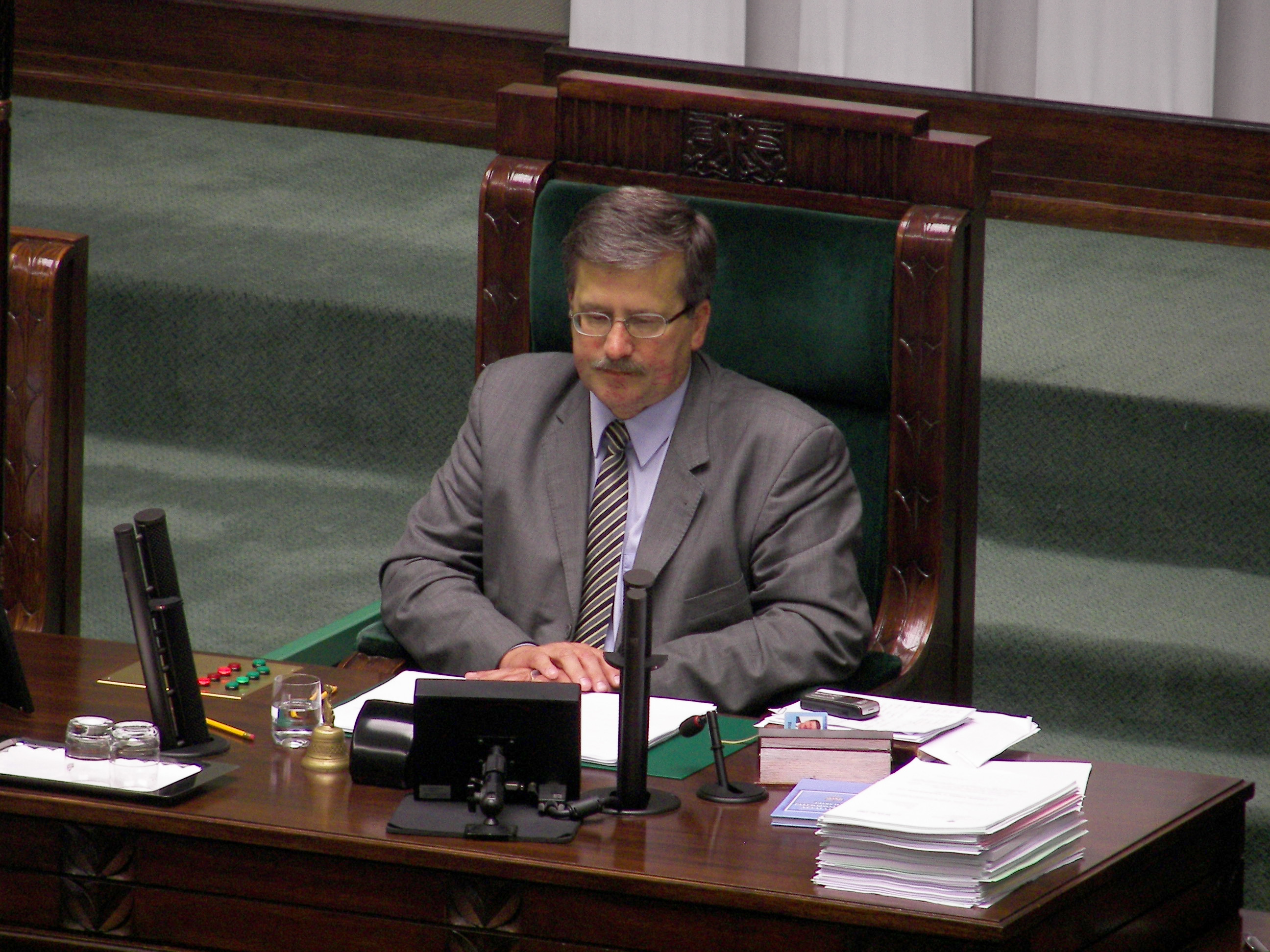
Bronisław Komorowski, vicepreședinte al Sejmului, în septembrie 2007

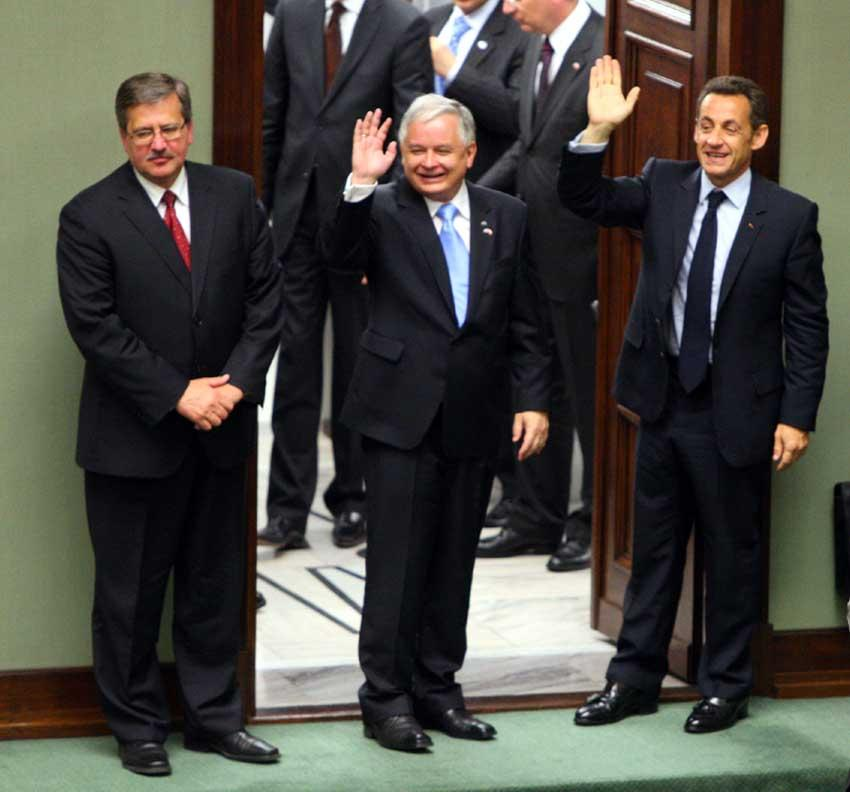
Bronisław Komorowski împreună cu Lech Kaczyński și Nicolas Sarkozy

În 1989 și 1990 a fost șeful biroului ministrului Alexander Hall, iar între 1990 și 1993, vice-ministru civil al apărării naționale în guvernele lui Tadeusz Mazowiecki, Jan Krzysztof Bielecki și Hanna Suchocka. La începutul anilor 1990 a colaborat cu Uniunea Democratică și în Uniunea Libertatea (Unia Wolności). Între 1993 și 1995 a fost secretar general al acestor organizații.
A candidat din partea Uniunii Democratice la alegerile legislative din 1991 și 1993 și a fost ales de fiecare dată. În 1997, în timpul celui de-al doilea Sejm, împreună cu o grupare de activiști de la Universitatea Varșovia, sub conducerea lui Jan Rokita a înființat Koło Konserwatywno-Ludowe. În același an, Koło Konserwatywno-Ludowe a fuzionat cu nou înființatul Partid Popular Conservator (Stronnictwo Konserwatywno-Ludowe, SKL), care la rândul său a intrat în alianța Akcja Wyborcza Solidarność (AWS). În 1997 Komorowski a fost desemnat candidat la alegerile prezidențiale din partea AWS. Între 1997 și 2000 a prezidat Comisia Parlamentară de Apărare Națională, și în 2000 și 2001 a fost ministru al apărării naționale în guvernul lui Jerzy Buzek. În 2001, când încă era ministru în guvernul minoritar al AWS, Komorowski, împreună cu unii activiști din SKL, a trecut la Platforma Civică, partid din partea căruia a candidat apoi pentru al patrulea Sejm. A fost ales din nou în parlament, de această dată în circumscripția Varșovia. După inaugurarea noului parlament, a demisionat din SKL. După 2001 a fost membru al Biroului Național al Platformei Civice. În al patrulea Sejm a fost vicepreședinte al comisiei parlamentare de apărare națională și membru al comisiei parlamentare de afaceri externe.
Alegerile pentru al cincilea Sejm le-a câștigat candidând într-un district de lângă Varșovia. La 26 october 2005 a fost ales vicepreședinte al Sejmului, cu 398 de voturi. Partidul său îl propusese inițial candidat la funcția de președinte al Sejmului, dar candidatura sa a fost respinsă de Partidul Lege și Dreptate (PiS) care a votat pentru Marek Jurek, ceea ce a dus la conflicte în sânul coaliției dintre Platforma Civică și PiS.
După demisia lui Marek Jurek din funcția de președinte al Sejmului la 25 aprilie 2007, Platforma Civică a anunțat candidatura lui Komorowski la președinția camerei. La 27 aprilie 2007, a respins nominalizarea, iar Ludwik Dorn de la PiS a devenit noul președinte, întrucât doar 189 de parlamentari au votat pentru Komorowski. Komorowski a devenit din nou vicepreședinte al Sejmului.
La alegerile parlamentare din 2007, Komorowski a fost primul pe listele Platformei Civice în circumscripția Varșovia și a primit 139.320 de voturi. La 5 noiembrie 2007, la prima ședință a celui de al patrulea Sejm al Poloniei, Bronisław Komorowski a fost ales președinte al Sejmului cu 292 de voturi. Contracandidatul său a fost Krzysztof Putra de la PiS care a primit doar 160 voturi. Stefan Niesiołowski, Krzysztof Putra, Jarosław Kalinowski și Jerzy Szmajdziński au fost aleși vicepreședinți.
La 27 martie 2010 a fost desemnat de membrii Platformei Civice drept candidat la alegerile prezidențiale din acel an, pe care le-a și câștigat în al doilea tur de scrutin în fața lui Jarosław Kaczyński.

## Președinția interimară
La 10 aprilie 2010, în urma decesului președintelui Lech Kaczyński, a preluat rolul de președinte interimar. Prima sa decizie a fost de a anunța șapte zile de doliu național începând cu 10 aprilie. Conform Constituției Poloniei, Komorowski era obligat ca în 14 zile de la începutul interimatului să anunțe data alegerilor prezidențiale anticipate, la maxim 60 de zile de la respectivul anunț. La 21 aprilie, a anunțat că alegerile se vor ține în ziua de 20 iunie.
Din cauza decesului șefului cancelariei prezidențiale Władysław Stasiak, Komorowski l-a numit pe Jacek Michałowski în această funcție temporar. La 12 aprilie, l-a numit pe generalul Stanisław Koziej în funcția de șef al Biroului de Securitate Națională în locul lui Aleksander Szczygło.
După ce a fost ales președinte în alegerile din iunie-iulie, Komorowski a demisionat din Sejm înainte de a depune jurământul ca președinte. În locul său, Grzegorz Schetyna a fost ales în funcția de președinte al Sejmului.